# Las Ánimas, Hidalgo
Las Ánimas är en ort i Mexiko.   Den ligger i kommunen Cuautepec de Hinojosa och delstaten Hidalgo, i den sydöstra delen av landet, 100 km nordost om huvudstaden Mexico City. Las Ánimas ligger 2 588 meter över havet och antalet invånare är 376.
Terrängen runt Las Ánimas är kuperad norrut, men söderut är den platt. Runt Las Ánimas är det ganska tätbefolkat, med 96 invånare per kvadratkilometer. Närmaste större samhälle är Tulancingo, 18,3 km norr om Las Ánimas. Trakten runt Las Ánimas består till största delen av jordbruksmark.